# 향동초등학교
향동초등학교(香洞初等學校)는 대한민국 경기도 고양시 덕양구 향동동에 있는 공립 초등학교이다.

## 연혁
- 2019년 9월 2일 : 개교